# Crocodilul de Nil
Crocodilul de Nil (Crocodylus niloticus) este o specie de crocodil ,unul dintre nativii Africii. Crocodilul de Nil este a doua cea mai mare reptilă în viață din lume, după Crocodylus porosus.

## Descriere
Crocodilul de Nil trăiește în fluviul Nil sau în lacurile formate de acesta. Iese pe uscat pentru a se încălzi sau când depune ouă.
Crocodilul de Nil poate atinge 6 m lungime.
Capul mare și plat are un bot lung, în vârful căruia, pe partea superioară, se găsesc nările. Gura largă are pe maxilare dinți conici, inegali , puternici, înfipți în niște cavități ale maxilarelor, denumite alveole. Ochii, așezați înapoi și mult în sus, au o privire cruntă. Datorită așezării nărilor, când animalul se retrage în apă și rămâne numai cu capul la suprafață, poate respira aerul atmosferic. În apă, nările și urechile se închid.
Corpul este acoperit cu plăci cornoase, dublate dedesubt cu plăci osoase; ele formează un excelent scut de apărare pentru animal.
Coada este aproximativ de aceeași lungime cu corpul și foarte puternică, este turtită lateral; ea este organul principal pentru mișcarea în apă.
Membrele scurte, așezate pe laturile corpului, se termină cu degete; cele anterioare au degetele libere, iar cele posterioare au degetele unite printr-o membrană înotătoare. Bun înotător, crocodilul se târăște greu pe uscat.

## Reproducerea

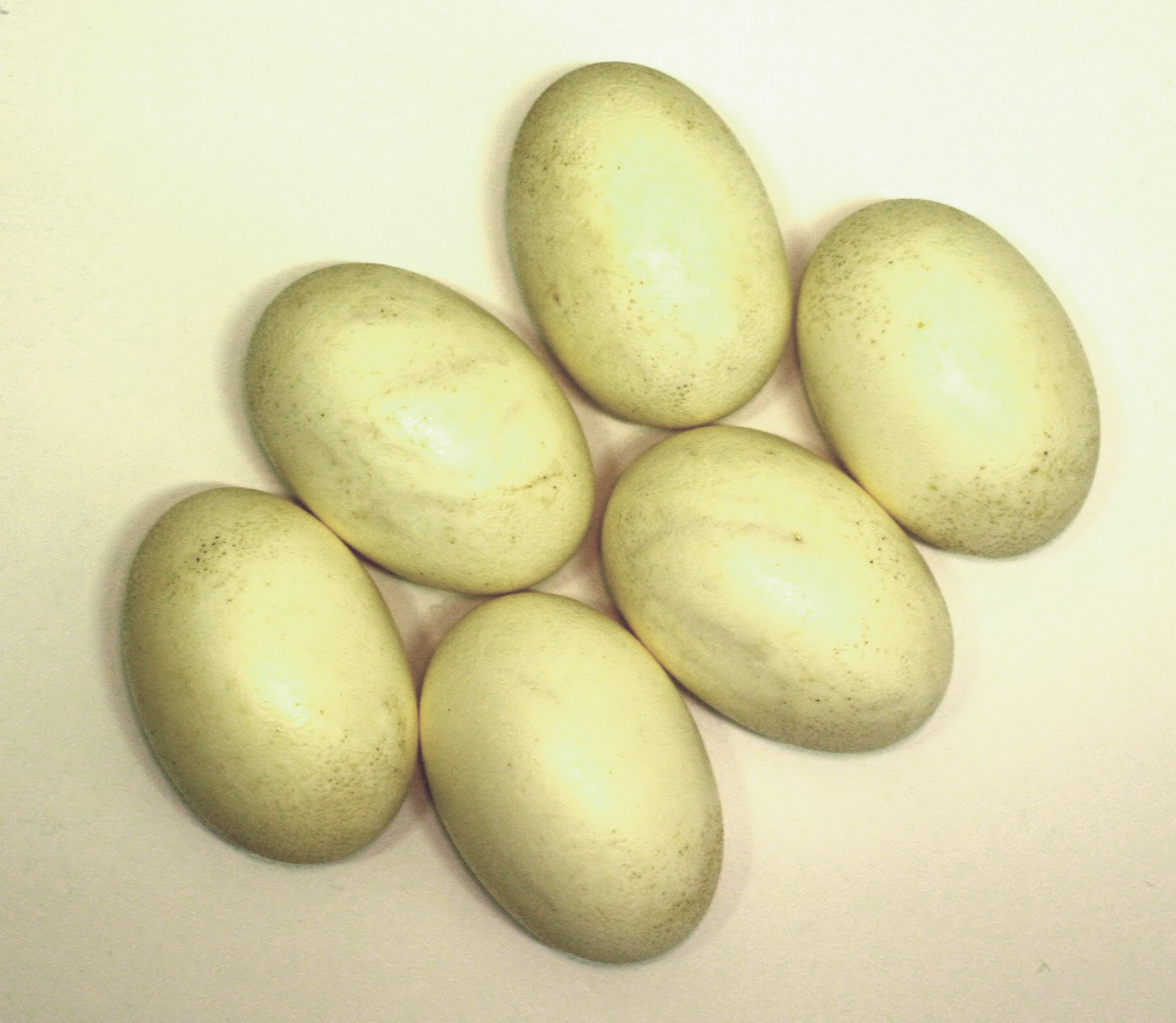
Ouă de crocodil de Nil

Primăvara femela sapă un cuib pe malul râului, unde își depune ouăle. Cuibul trebuie să fie suficient de aproape de apă pentru ca femela să-l poată păzi de acolo, dar în același timp suficient de departe, pentru ca eventualele ieșiri din albie ale apelor să nu-l distrugă. Împerecherea are loc după câteva ritualuri introductive, în apa puțin adâncă. Cele 30-70 de ouă, cu coaja groasă, acoperite de nisip, sunt păzite de femelă timp de 90 de zile, până când puii încep să țipe. La acest semnal femela iese din apă și îi dezgroapă, iar în caz de necesitate sparge coaja ouălor. Dacă femela nu ajunge la timp, puii au un dinte special numit "dinte de ou" cu care sparg coaja oului. După ieșirea din ou, puilor le cade acest dinte. De îndată ce puii au ieșit din ou, femela îi ia unul câte unul în gură și îi duce în apă. Numai câțiva crocodili ating maturitatea. Dacă ouăle nu sunt mâncate de varani, hiene sau berze, atunci puii cad victimă altor crocodili, vulturilor sau peștilor mai mari când ajung în apă.

## Pasărea pluvian

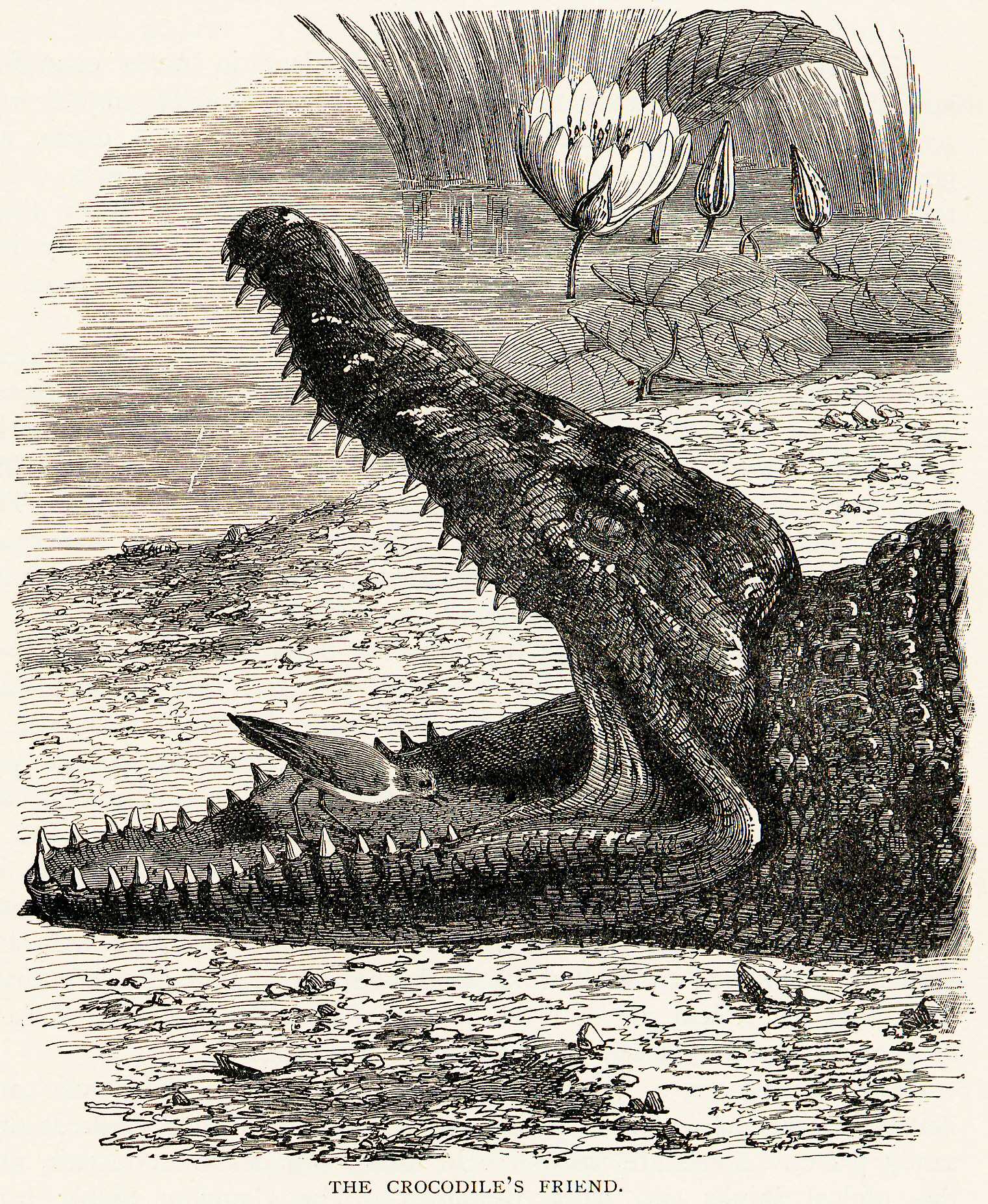
O pasăre pluvian mâncând resturile dintre dinții crocodilului

Un prieten nedespărțit al crocodilului este pasărea pluvian. Ea se hrănește cu resturile de carne dintre dinții crocodilului, iar crocodilul primește un spălat pe dinți, între ei existând astfel o relație de simbioză.

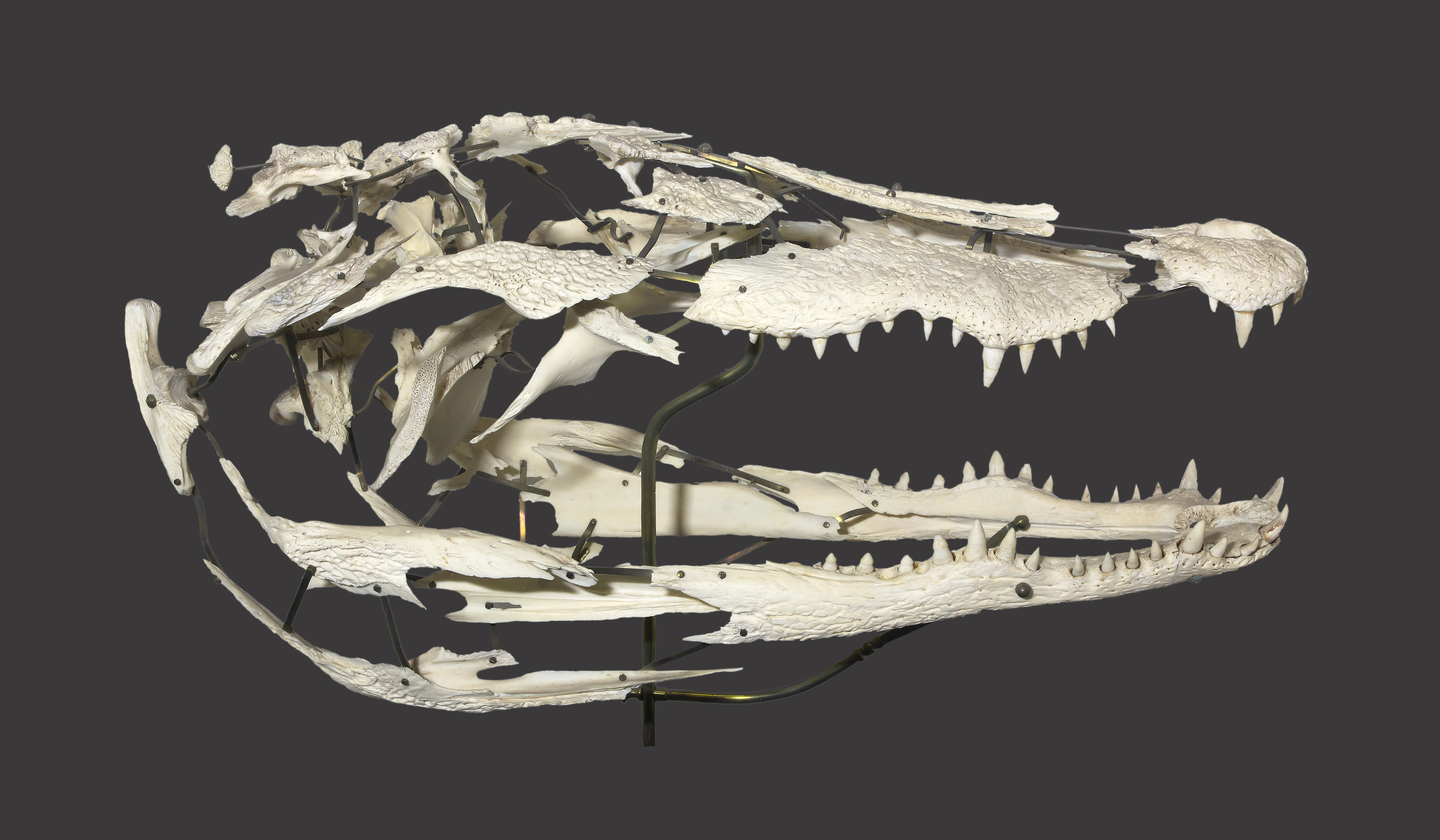
Crocodylus niloticus - MHNT